# 振興三倍券

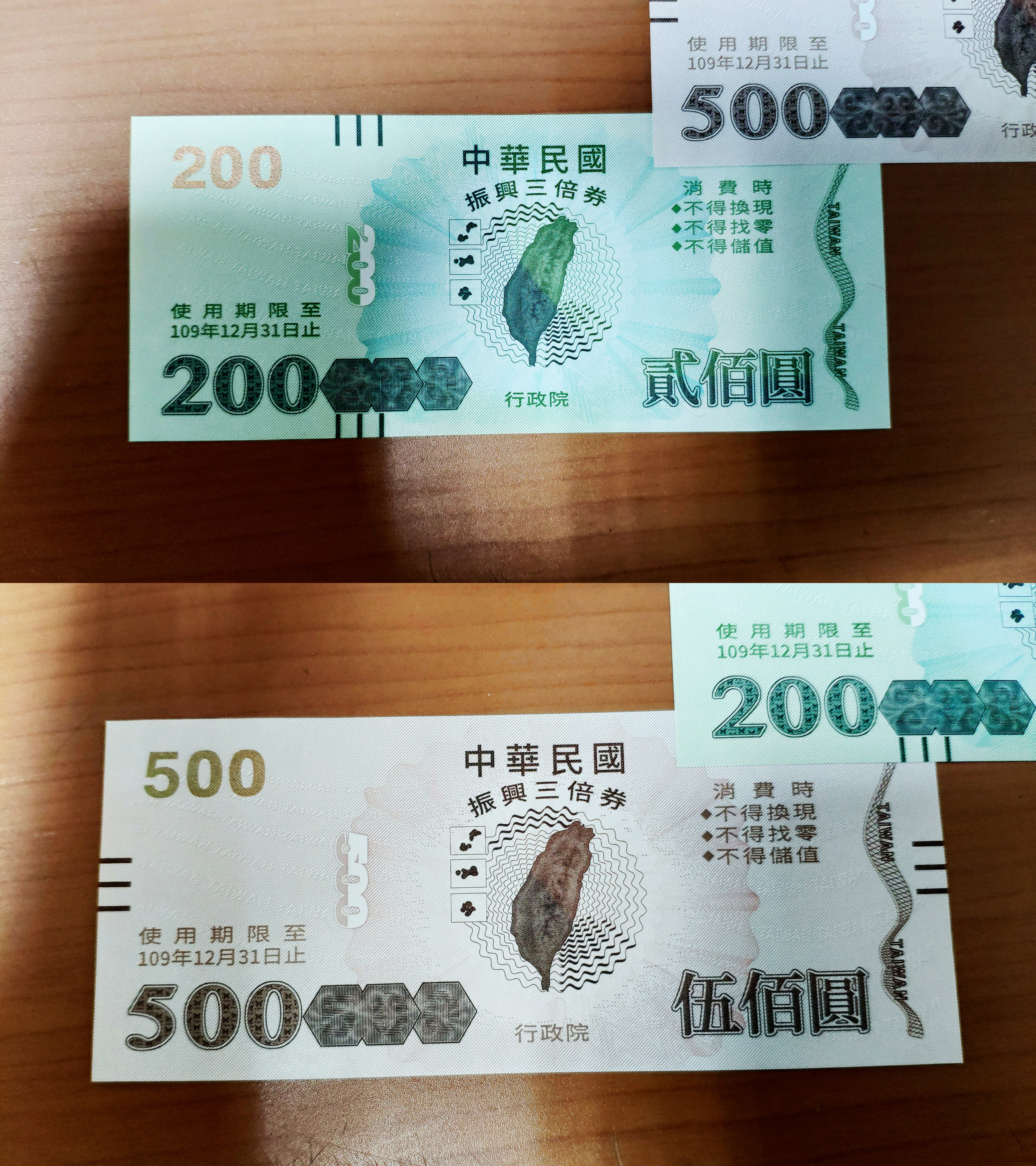
上圖貳佰圓是200元面額，下圖伍佰圓是500元面額，尺寸6公分乘以13公分

振興三倍券，通稱三倍券，是中華民國政府在2020年因應嚴重特殊傳染性肺炎疫情造成的全球景氣不穩定，為了振興經濟與紓困等目的，而發行的消費專用券。
該措施係自2020年7月15日起，提供每一位申請的中華民國國民及其有居留權的配偶，發放等值新臺幣3,000元的消費專用券，紙本券面额有200元與500元兩種，5張200元與4張500元。
三倍券以兩種方式提供給民眾，分別為紙本三倍券與數位三倍券。紙本券是先以1,000元支付預購後，來兌換領取；數位券是以信用卡、電子票證與行動支付三種方式先消費滿3,000元才能取得回饋2,000元。三倍券的使用期限到2020年12月31日，營業店家的兌現期限到2021年3月31日。

## 評論

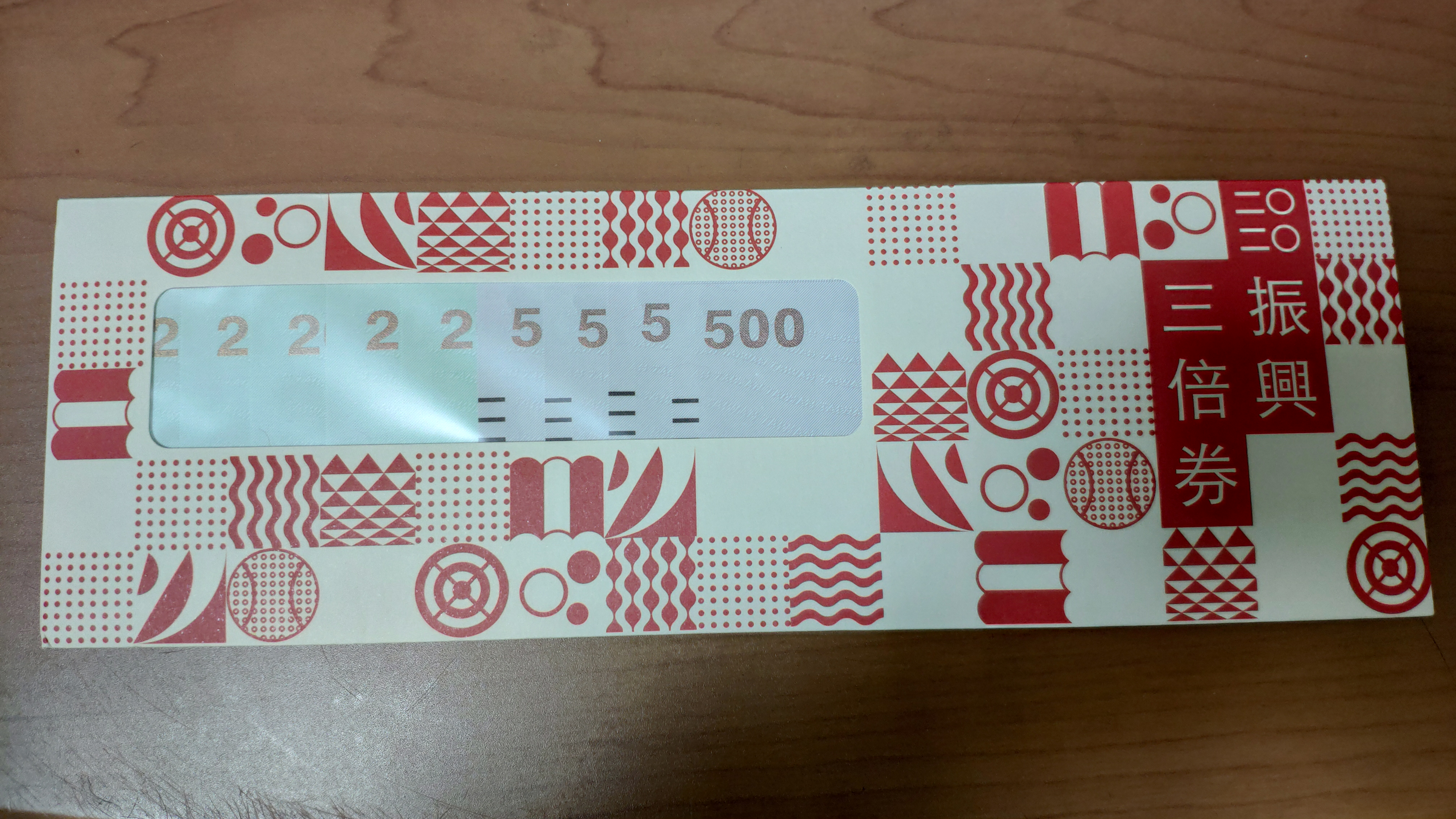
紙本未拆封的振興三倍券，內有一組塑膠套，用來放置5張二百元券、4張五百元券共九張。

### 正面看法
時任中華民國行政院院長蘇貞昌認為，三倍券一舉多得，除刺激商家的營運商機，也增進家人、朋友的相處時間，更能刺激平時沒有出門消費習慣的人的消費習慣。
民主進步黨幹事長鄭運鵬表示，「打三折的消費券怎麼會不好用。」，並主張由於三倍券有自己的錢混在裡面，因此會比國民黨主張的發現金或消費券還更有加成滾動效果。

### 中立看法
時代力量針對振興三倍券做了民調，民調顯示已有67.6%的民眾前往領取，在有去領實體券或登記數位券的民眾中，有7成認為領取或登記的過程方便，但時力認為，振興對象及效應仍有待觀察。

### 負面看法
財經節目時事評論員認為不管有沒有發行三倍券，經濟都會在第三季反彈回升；如果在第二季發行，只會降低經濟下跌的速度。
部分民眾認為「發1,000萬多份三倍券，等於多了1,000多萬片塑膠」，因而批評政府帶頭不環保，破壞限塑政策。
許多民眾認為想要取得三倍券過程過於繁瑣，若能直接發放現金將更為方便。但為此政務委員唐鳳也提出了應對方法，讓民眾能夠至ATM直接提領2,000元。
中國國民黨立法院黨團質疑，實際上民眾對三倍券的反應是「難領、難換、三倍怨」。不管是亟需振興的夜市攤販，還是市場早晚市、自營戶，面對消費者小額消費無法找零的限制，完全無法「被振興」；即便收了振興券，還得面對收到「偽券」風險、承受現金流的壓力。 國民黨團呼籲，行政院應該趕緊拿出具體的辦法，改善市井攤販收券的不便，趕緊找出具體振興經濟的方式，各部會拋棄「樂透式」振興作為，將振興紓困預算下放給各縣市，因地制宜提出適合當地的振興方案，才能真正達到「三倍效果」。部分國民黨籍政治人物則認為普發現金效果較三倍券更好，且能減少行政成本。
民進黨籍臺北市議員王世堅在政論節目《新聞深喉嚨》中批評，「所以你看過去的消費券也好，現在的三倍券也罷，成本都花十幾億，三倍券花12億，結果你這只能用四五個月就要作廢掉」，直言三倍券「好慢，好笨，好浪費」。他認為民眾更期待的是行政院處理大事，並呼籲行政院院長蘇貞昌要改變心態。
臺灣民眾黨黨主席兼臺北市市長柯文哲認為，「防疫紓困振興」是國家戰略錯誤，應是「防疫紓困轉型」，並指振興三倍券使用期間長達5個半月，完全沒辦法達到振興效果。
對於印振興三倍券要花多少錢，蘇貞昌說，此次面額有2百與5百之分，擔心有人偽造，原料紙張從德國進口，加上印製經費總共9億元，引發批評。

## 偽券
2020年8月13日，臺灣雲林地方檢察署、雲林縣警察局查獲首樁偽造振興三倍券的案件，警察逮捕素有「地下中央銀行總裁」之稱的主嫌蘇慶梧，以及面額達250萬元的偽券。蘇慶梧有超過30年製作偽鈔的經驗，有多項前科並出入獄多次，已預付六個月租金在彰化縣租民宅，預謀印製偽券，12天內製造出偽券，之後改良至第三代。警察破獲並偵訊後，將蘇慶梧依《偽造貨幣罪》移送臺灣雲林地方法院偵辦，羈押獲准。

## 領取
行政院院長蘇貞昌與行政院政務委員唐鳳於2020年6月2日振興券方案記者會上公布振興3倍券的領取方法。
超商開放兩梯次進行，第一梯次可於7月1日至7月7日憑健保卡至超商或振興三倍券官網進行預購，並於7月15日至7月底開放全台約1萬1,000家四大超商門市進行領取。第二梯次則為8月1日至8月7日憑健保卡至超商或網路進行預購，並於8月15日至8月底開放全台約1萬1,000家四大超商門市進行領取。
郵局7月15日至12月31日開放憑身分證或健保卡可至全台約1,300家郵局進行領取。行政院政務委員唐鳳為了能讓民眾更方便領取，也於7月15日推出郵局三倍券存量地圖，供民眾線上查看。
數位支付工具信用卡、電子支付、電子票證可於7月1日至振興三倍券服務網站綁定支付，並於7月15日消費累計3,000元後，領取2,000元。領取方式根據支付方式而有所差異。信用卡：隔月帳單扣2,000元、電子支付：直接轉入APP帳戶2,000元、電子票證：至超商靠卡回存2,000元。

## 成效
振興三倍券於民國109年12月31日使用截止，商家兌付截止為民國110年3月31日。
紙本三倍券兌領金額為642.77億元，兌領率達99.6%。

### 統計
| 方式     | 統計人數   |
| -------- | ---------- |
| 紙本領取 | 21,516,039 |
| 數位綁定 | 1,811,938  |
| 合計     | 23,327,977 |

| 梯次    | 官方網站 | KIOSK     | 合計      |
| ------- | -------- | --------- | --------- |
| 第1梯次 | 476,096  | 7,814,355 | 8,290,451 |
| 第2梯次 | 57,461   | 1,999,500 | 2,056,961 |
| 第3梯次 | 29,754   | 443,456   | 473,210   |

| 時間                | 超商超市   | 郵局       | 合計       |
| ------------------- | ---------- | ---------- | ---------- |
| 2021年1月5日下午1時 | 10,781,901 | 10,685,623 | 21,467,524 |

| 時間                | 信用卡    | 電子票證 | 行動支付 | 合計      |
| ------------------- | --------- | -------- | -------- | --------- |
| 2021年1月5日下午1時 | 1,252,910 | 259,213  | 299,815  | 1,811,938 |

## 外部鏈結
- 官方网站